# Città & Cavalieri
Città & Cavalieri (tedesco: Städte & Ritter) è una delle espansioni per il gioco da tavolo I coloni di Catan, inventato da Klaus Teuber, attualmente distribuito in Italia dalla Giochi Uniti.
Quest'espansione, pur mantenendo la meccanica del gioco originale, introduce un maggiore spessore strategico grazie all'aggiunta di nuovi elementi tattici e possibilità di sviluppo. I giocatori dovranno ora imparare ad addestrare cavalieri per ostacolare gli avversari, difendere l'isola di Catan dai barbari, sviluppare le proprie città per ottenere maggiori vantaggi dalle nuove carte sviluppo. Tutto questo nel tentativo di guadagnare 13 punti vittoria e vincere la partita.
Quest'espansione richiede il gioco originale I coloni di Catan per essere giocata. È compatibile con l'espansione Marinai.
È possibile giocare in 5-6 giocatori, ma è necessaria sia l'espansione per 5-6 giocatori de I Coloni di Catan sia quella specifica per Città & Cavalieri, entrambe vendute separatamente. La seconda è attualmente disponibile solo in lingua originale.

## Contenuto della Scatola
Contenuto dell'edizione italiana in legno:
- 10 elementi in cartone per il bordo;
- 1 doppio esagono in cartone (per l'entrata in gioco della Nave dei Barbari);
- 4 Calendari di sviluppo;
- 1 foglio di adesivi (per Bastioni e Cavalieri);
- 36 carte Lavorato, a loro volta divise in:
  - 12 Tessuto (Lavorato della Lana);
  - 12 Monete (Lavorato del Minerale);
  - 12 Carta (Lavorato del Legno);
- 54 carte Sviluppo;
- 6 carte Salvatore di Catan;
- 12 pedine Bastione (3 per ciascun giocatore);
- 24 pedine Cavaliere (6 per ciascun giocatore);
- 1 pedina Mercante;
- 1 pedina Nave dei Barbari;
- 3 pedine Metropoli;
- 3 Gettoni Metropoli (in cartone);
- 1 dado rosso;
- 1 dado Evento;
- Regolamento di gioco e libretto di riepilogo delle carte Sviluppo.

## Regolamento di Gioco

### Preparazione
Il gioco, oltre ai componenti contenuti in quest'espansione, richiede anche: Colonie, Città, Strade, Brigante, carte Materia Prima, certificato La strada più lunga, 1 dado e tutti gli esagoni contenuti nel gioco base. Le vecchie carte Progresso e il certificato Il cavaliere più potente non vengono invece più impiegati nell'espansione.
La creazione dell'isola avviene in modo analogo al gioco base, tranne che per l'inserimento del doppio esagono, impiegato per l'arrivo dei barbari, che sostituisce un esagono di mare.
A ciascun giocatore sono consegnate, oltre alle consuete 5 Colonie, 4 Città e 15 Strade, anche 3 Bastioni, 6 Cavalieri (di 3 ranghi differenti) e un calendario di sviluppo.
Il Brigante viene posizionato sul deserto, la Nave dei Barbari viene posizionata sulla casella di partenza sul doppio esagono, mentre la pedina Mercante non viene messa in gioco.
A turno, similmente a quanto previsto per il gioco base e procedendo in senso orario, ciascun giocatore dispone sull'isola una colonia e una strada adiacente. Dopo che l'ultimo giocatore ha posizionato la propria colonia, di nuovo ciascun giocatore, partendo questa volta dall'ultimo e procedendo a ritroso fino al primo, posiziona una città e una strada, raccogliendo le carte materia prima relative ai terreni adiacenti alla città appena posizionata.

### Svolgimento
I giocatori si avvicendano nei turni procedendo in senso orario.
Ciascun giocatore nel proprio turno deve lanciare i tre dadi (dado evento, dado rosso e dado bianco). Dopodiché può, a propria discrezione e in qualunque ordine:
- commerciare con gli altri giocatori o con la riserva;
- costruire Strade, Colonie, Città e Bastioni;
- sviluppare le proprie Città;
- mettere in gioco, promuovere o attivare Cavalieri e far agire quelli attivati nel turno precedente;
- giocare carte sviluppo.

### Lancio dei Dadi
Il giocatore lancia i tre dadi: dado Evento, dado rosso e dado bianco.
Il primo dado considerato è il dado Evento. Esso è costituito da 4 tipi di facce rappresentanti: Nave dei Barbari, Portale Giallo, Portale Blu e Portale Verde.
La prima faccia fa avanzare tale pedina di una casella nel percorso del doppio esagono, mentre le facce Portale identificano invece il tipo di carta sviluppo (gialla, blu o verde) che può essere pescata dai giocatori.
I giocatori che hanno sviluppato, nel proprio programma di sviluppo, il settore mostrato sul dado Evento (giallo, blu o verde, rispettivamente settore Economico, Politico o Scientifico) fino al livello mostrante il numero espresso dal dado rosso, possono pescare una carta sviluppo del medesimo colore del portale ottenuto con il dado Evento.
I dadi rosso e bianco insieme determinano invece quale Terreno produce risorse, allo stesso modo di quanto accadeva nel gioco base.

### Commercio
Gli scambi commerciali avvengono senza alcuna differenza dal gioco base.
Quelli con gli altri giocatori sono totalmente liberi e possono riguardare sia Materie Prime sia Lavorati, mentre quelli con la riserva rispettano il tasso di scambio 4 a 1 e sono applicabili anche ai Lavorati.
Gli scambi dei porti si applicano a quanto espresso nel porto stesso:

3:1 - è possibile scambiare 3 carte identiche, Materia Prima o Lavorato, per 1 carta a scelta, Materia Prima o Lavorato.

2:1 - è possibile scambiare 2 carte Materia Prima indicate nel porto, per 1 carta a scelta, Materia Prima o Lavorato.

### Costruzione
La fase di costruzione è identica a quella presente nel gioco base: è possibile costruire Strade per raggiungere nuovi terreni ed edificare Colonie o Città per produrre Materie Prime o Lavorati.

Unico elemento aggiuntivo sono i Bastioni, edificabili in aggiunta ad una Città già presente. Ciascun Bastione dà al giocatore la possibilità di tenere in mano 2 carte aggiuntive, oltre il limite consueto di sette carte, senza doverne scartare alcuna nei casi in cui è stato lanciato un 7 con i dadi (con conseguente comparsa del Brigante).

(esempio: dopo aver ottenuto 7 al lancio dei dadi, i giocatori con 1 Bastione devono scartare la metà delle proprie carte se possiedono più di 9 carte; i giocatori con 2 o 3 Bastioni devono invece scartare se possiedono, rispettivamente, più di 11 o 13 carte.)
Le Città valgono 2 Punti Vittoria, le Colonie valgono 1 Punto Vittoria, i bastioni nessun punto.
La Strada più lunga vale ancora 2 Punti Vittoria, l'Esercito più grande non viene più considerato.

Ciascun giocatore può costruire finché ha pezzi a propria disposizione.

### Sviluppo delle Città
Ciascun giocatore dispone di un calendario di sviluppo mostrante il livello di 3 settori: Economico, Politico e Scientifico (indicati rispettivamente in giallo, blu e verde).

Ciascun settore è caratterizzato da 5 livelli, sviluppabili gradualmente nel corso del gioco pagando il costo indicato, ognuno corrispondente ad una costruzione edificabile nelle proprie città. Quando si costruisce un edificio, si volta il calendario alla scheda seguente in modo da visualizzare il successivo edificio sviluppabile e gli edifici già costruiti.
 Accanto al nome degli edifici costruiti, sono mostrati dei dadi rossi: quando si ottiene uno di questi numeri con il dado rosso il giocatore può pescare una carta sviluppo.
Ovviamente affinché ciò sia possibile è necessario che il dado evento mostri la faccia di un portale colorato e il giocatore abbia sviluppato quel determinato settore fino al livello necessario.

(esempio: Se il dado evento mostra Portale verde e il dado rosso mostra 4, affinché i giocatori possano pescare una carta sviluppo verde è necessario che il proprio settore scientifico (verde) sia stato sviluppato almeno fino al 3º livello, ossia l'Acquedotto).
Lo sviluppo del primo livello di ciascun settore costa 1 Lavorato del tipo indicato, il secondo livello costa 2 Lavorati, il terzo costa 3 Lavorati e così via fino al quinto livello.
- Settore Economico (giallo) -

Lavorato impiegato per lo sviluppo: Tessuto.

Lv.1   Mercato

Lv.2   Cooperativa

Lv.3   Corporazione - D'ora in poi è possibile scambiare i Lavorati con un rapporto 2:1.

Lv.4   Banca

Lv.5   Camera di Commercio

- Settore Politico (blu) -

Lavorato impiegato per lo sviluppo: Monete.

Lv.1   Municipio

Lv.2   Chiesa

Lv.3   Fortezza - D'ora in poi è possibile promuovere i Cavalieri forti (2 guanti) a Cavalieri potenti (3 guanti).

Lv.4   Cattedrale

Lv.5   Gran Consiglio

- Settore Scientifico (verde) -

Lavorato impiegato per lo sviluppo: Carta.

Lv.1   Abbazia

Lv.2   Biblioteca

Lv.3   Acquedotto - D'ora in poi quando non si ricevono Materie Prime con il lancio dei dadi è possibile prendere una Materia Prima a scelta (non valido se si lancia un 7).

Lv.4   Teatro

Lv.5   Università
Una volta che un giocatore ha sviluppato il 4º livello di uno dei tre settori riceve una pedina Metropoli da piazzare su una delle proprie città e un gettone Metropoli da porre sulla propria scheda. La Metropoli tuttavia gli appartiene in modo provvisorio, potrà essergli sottratta (in maniera definitiva) dal giocatore che per primo raggiungerà 5º livello nel medesimo settore.

In gioco possono esistere fino a 3 Metropoli distinte, ognuna per ciascun settore. Possono anche appartenere tutte al medesimo giocatore, purché egli abbia abbastanza Città su cui edificarle.
 Un giocatore che possiede solo Città divenute Metropoli (o non possiede affatto Città), non può sviluppare gli altri settori oltre il 3º livello, per farlo dovrà prima costruire nuove Città.

Il complesso Città-Metropoli vale 4 Punti Vittoria.

### Carte Sviluppo
Concettualmente le carte Sviluppo sono molto simili alle carte Progresso del gioco base, tuttavia non si ottengono più pagando un certo numero di Materie Prime.

Le carte Sviluppo possono essere guadagnate al momento del lancio dei dadi quando il dado Evento mostra un portale colorato.
I giocatori, che hanno sviluppato almeno un livello in quel determinato settore, controllano il proprio calendario di sviluppo.
 Se tra le cifre rappresentate sui dadi rossi, disegnati alla pagina del livello raggiunto per quel determinato colore, compare il risultato del dado rosso, il giocatore può pescare una carta sviluppo; in caso contrario non pescherà nulla.
A differenza del gioco base, un giocatore può giocare tutte le carte Sviluppo che vuole all'interno del medesimo turno, comprese quelle appena pescate. Inoltre le carte Sviluppo giocate vengono rimesse in fondo al mazzetto del colore corrispondente.

Le carte Sviluppo possedute da un giocatore non possono essere più di 4 (carte Punti Vittoria escluse); un giocatore che ne acquisisce una quinta e non può giocarne poiché non è il suo turno, deve scartarne una a scelta. Non è possibile commerciare carte Sviluppo né giocarne prima di aver lanciato i dadi (eccezion fatta per l'Alchimista).
Carte Sviluppo Commercio (gialle)
- Flotta Commerciale - Durante questo turno, puoi scambiare un tipo di Materia Prima o un tipo di Lavorato con un rapporto 2:1.
- Il re dei mercanti - Scegli un giocatore che possiede più Punti Vittoria di te, guarda le sue Materie Prime ed i suoi Lavorati e prendine due.
- Mercante - Piazza il Mercante su un Terreno adiacente ad una tua Colonia o Città. Finché ci resta sopra, puoi scambiare il tipo di Materia Prima prodotto con un rapporto 2:1.
- Monopolio - Nomina una Materia Prima. Tutti i giocatori devono consegnarti due carte della Materia Prima scelta in loro possesso.
- Monopolio Commerciale - Nomina un Lavorato. Tutti i giocatori devono consegnarti una carta del Lavorato scelto in loro possesso.
- Porto Commerciale - Offri ad ogni giocatore una Materia Prima; questo deve darti in cambio un Lavorato a sua scelta (se ne possiede).

Carte Sviluppo Politica (blu)
- Comandante - Attiva gratuitamente tutti i tuoi Cavalieri.
- Complotto - Puoi scacciare un Cavaliere avversario a tua scelta che si trovi su un Incrocio al quale arriva una tua Strada o Nave.
- Costituzione - 1 Punto Vittoria. Questa carta Sviluppo deve essere Scoperta.
- Diplomatico - Puoi togliere una Strada a tua scelta che abbia un estremo libero. Se si tratta di una tua Strada, puoi rigiocarla subito seguendo le regole normali.
- Matrimonio - Ogni giocatore che possiede più Punti Vittoria di te, deve regalarti due sue carte a sua scelta.
- Sabotatore - Semina il caos in una Città avversaria: questa produrrà come una Colonia. Il suo proprietario dovrà spendere un Legno ed un Minerale per ripararla.
- Spia - Guarda le carte Sviluppo di un giocatore e prendine una a tua scelta; puoi usarla immediatamente.
- Traditore - Un giocatore a tua scelta deve ritirare uno dei propri Cavalieri dal gioco. Puoi piazzare un tuo Cavaliere che abbia forza uguale o inferiore a quella del Cavaliere ritirato.
- Vescovo - Sposta il Brigante e prendi una carta (Materia Prima o Lavorato) da ogni giocatore adiacente al Terreno in cui arriva il Brigante.

Carte Sviluppo Scienza (verdi)
- Alchimista - Devi giocare questa carta prima del lancio dei dadi. Decidi il risultato dei due dadi numerati, poi lancia il dado Evento ed applica i risultati come di consueto.
- Costruttore di Strade - Puoi costruire gratuitamente due Strade(con l'espansione Marinai, puoi anche costruire Navi.
- Fabbro - Promuovi gratuitamente due Cavalieri, rispettando le condizioni relative al possesso di una Fortezza.
- Gru da Cantiere - Durante questo turno, risparmi un Lavorato per uno Sviluppo che effettui.
- Ingegnere - Costruisci gratuitamente un Bastione sotto ad una delle tue Città.
- Inventore - Scambia di posto due Gettoni numerati (tranne: 2, 12, 6 ed 8).
- Irrigazione - Ricevi due Grani per ogni Campo adiacente ad almeno una tua Colonia o Città.
- Medicina - Puoi trasformare una tua Colonia in Città per un Grano e due Minerali.
- Miniera - Ricevi due Minerali per ogni Montagna adiacente ad almeno una tua Colonia o Città.
- Tipografia - 1 Punto Vittoria. Questa carta Sviluppo deve essere scoperta.

### Cavalieri
A differenza del gioco base in cui i cavalieri erano carte progresso, ora i cavalieri sono vere e proprie pedine. Ciascun giocatore dispone di 6 Cavalieri, divisi per grado in Cavalieri Ordinari, Cavalieri Forti e Cavalieri Potenti distinguibili per il numero di guanti di ferro sul retro della pedina. I Cavalieri Ordinari presentano un singolo guanto sul retro e sono i Cavalieri di base, chiamati appunto ordinari; i cavalieri Forti e Potenti, rappresentati rispettivamente da 2 e 3 guanti di ferro, sono invece la prima e la seconda promozione dei Cavalieri Ordinari.

Nel proprio turno ciascun giocatore può mettere in gioco dei Cavalieri Ordinari, pagando il rispettivo costo (1 Lana + 1 Minerale), posizionandoli lungo le proprie Strade ad un incrocio libero e con il volto del Cavaliere rivolto verso l'alto. Il Cavaliere così posizionato è in gioco ma non può fare nulla; affinché possa agire è necessario attivarlo, pagando il costo di attivazione (1 Grano) e voltando quindi la pedina del cavaliere in modo che i guanti di ferro siano rivolti verso l'alto.
 I Cavalieri possono essere giocati e attivati nello stesso turno, ma non è possibile far agire un Cavaliere nello stesso turno in cui è stato attivato.

Nei turni successivi all'attivazione, i Cavalieri possono:
- spostarsi lungo le proprie strade fino ad un altro incrocio libero;
- scacciare il Brigante che si trova su un terreno adiacente al Cavaliere;
- scacciare un Cavaliere nemico più debole che si trova a contatto con una delle proprie strade.

Al termine di ciascuna di queste azioni il Cavaliere impiegato diventa passivo, per tanto la pedina dev'essere nuovamente girata con il volto verso l'alto. Per impiegarlo nuovamente è necessario attivarlo pagando 1 Grano e attendere il turno successivo per farlo agire.

All'interno dello stesso turno un Cavaliere precedentemente attivato può essere impiegato per compiere un'azione e poi può essere riattivato; potrà però essere nuovamente utilizzato solo dal turno successivo. Inoltre all'interno del turno un Cavaliere può essere promosso, pagando il costo di promozione (1 Lana + 1 Minerale). Un Cavaliere promosso viene rimosso e sostituito da un Cavaliere più forte e il suo stato (attivo o passivo) non cambia.
 È possibile promuovere ciascun Cavaliere una sola volta all'interno del medesimo turno.
 Si ricorda che per promuovere un Cavaliere Forte a Cavaliere Potente è necessario aver raggiunto il 3º livello di sviluppo nel settore Politico (ossia è necessario aver costruito una Fortezza).

#### Spostare un Cavaliere
Un Cavaliere attivo può spostarsi lungo le proprie strade fino ad un altro incrocio libero; una volta spostato tale Cavaliere diventa passivo. Se non esistono incroci liberi, o se un Cavaliere nemico blocca la strada, il Cavaliere non può spostarsi.

Non è possibile costruire su un incrocio occupato da un Cavaliere fino a che questo non viene spostato, sia esso un Cavaliere proprio o nemico. Un Cavaliere posizionato all'incrocio con una strada avversaria interrompe in quel punto il conteggio della Strada più lunga dell'avversario; se un Cavaliere è posizionato all'estremità di una strada nemica, l'avversario non potrà costruire oltre l'incrocio in cui si trova il Cavaliere.

#### Scacciare il Brigante
Un Cavaliere attivo può scacciare il Brigante dai terreni adiacenti all'incrocio in cui si trova; una volta scacciato il Brigante il Cavaliere diventa passivo. Il Brigante scacciato dev'essere posizionato su un Terreno nemico impedendone la produzione e, come di consueto, è possibile sottrarre una carta dalla mano di un giocatore con Colonie o Città adiacenti al terreno depredato.

#### Scacciare un Cavaliere nemico
Spostando un Cavaliere attivo su un incrocio occupato da un Cavaliere avversario è possibile scacciarlo. una volta spostato il Cavaliere diventa passivo. 

Un Cavaliere può scacciare un Cavaliere nemico (non un Cavaliere alleato) solo se quest'ultimo si trova su di un incrocio raggiunto da una propria Strada e solo se il Cavaliere da scacciare è più debole.

Il Cavaliere scacciato deve essere spostato dal proprietario su di un incrocio lungo le proprie strade, senza cambiare il proprio stato (attivo o passivo). Se il Cavaliere scacciato non può spostarsi su nessun incrocio libero, allora tale Cavaliere viene rimosso.

### Mercante
La pedina Mercante non prende parte al gioco fino a che non viene giocata la relativa carta Sviluppo. Quando viene giocata la carta mercante, il giocatore di turno posiziona la pedina del Mercante su un Terreno adiacente ad una delle proprie Colonie o Città. Finché il Mercante resta su quel Terreno, il giocatore può scambiare la Materia Prima prodotta da quel Terreno con un rapporto 2:1.

Inoltre il giocatore che per ultimo ha spostato il Mercante riceve 1 Punto Vittoria.

### Nave dei Barbari
Quando la Nave dei Barbari raggiunge la casella con l'ascia, i Cavalieri Attivi dei giocatori sono chiamati a difendere l'isola di Catan dallo sbarco dei nemici.

I Barbari attaccano con una forza pari al numero delle città presenti sull'isola di Catan, i Cavalieri difendono con una forza pari alla somma dei guanti dei Cavalieri attivi. Se la forza dei Cavalieri è uguale o superiore a quella dei Barbari allora il nemico è respinto e i giocatori vincono.
In caso di Vittoria, la Nave dei Barbari viene riposizionata sulla casella di partenza ( 'S' ) e il giocatore che ha contribuito con più guanti di ferro alla difesa dell'isola prende una carta "Salvatore di Catan" che vale 1 Punto Vittoria.
In caso di parità nessun giocatore riceve la carta "Salvatore di Catan", ma ricevono ciascuno una carta sviluppo a loro scelta.
In caso di Sconfitta, il giocatore o i giocatori, che possiedono almeno una Città, e che meno hanno contribuito alla difesa dell'isola perdono una Città; la Città scelta viene così ritrasformata in una Colonia. Coloro che possiedono solo Colonie o solo Città trasformate in Metropoli, non vengono mai conteggiati tra coloro che possono subire gli effetti della sconfitta.

Una Città con Bastione che viene trasformata in Colonia perde anche il Bastione. Un giocatore che perde la sua ultima Città conserva gli sviluppi in proprio possesso; potrà però ricevere altre carte Sviluppo solo dopo aver nuovamente costruito una Città.

### Vittoria
La partita termina quando uno dei giocatori, all'interno del proprio turno, raggiunge 13 Punti Vittoria.
Riepilogo Punti Vittoria
1 P.to - Colonia.

2 P. ti - Città (sostituisce il punto della colonia).

4 P. ti - Metropoli (sostituisce i punti della città).
1 P.to - carta Salvatore di Catan. 

1 P.to - carte Sviluppo Tipografia, Costituzione.

1 P.to - ultimo spostamento Mercante.

2 P. ti - certificato Strada più lunga.

## Compatibilità con l'espansioneMarinai
Le due espansioni sono tra loro compatibili, fatta eccezione per alcuni scenari proposti nell'espansione Marinai che rendono il gioco un po' difficoltoso a causa della presenza di troppe piccole isole.
Al fine di permettere l'uso simultaneo delle due espansioni si deve tener conto di alcune brevissime regole aggiuntive:
- I Cavalieri possono spostarsi fino a raggiungere altre isole solo se gli incroci di partenza e arrivo sono uniti da Navi. Qualora il collegamento fosse costituito in parte da Navi e in parte da Strade, è necessario che nell'intersezioni siano presenti Colonie o Città.
- I Cavalieri possono spostarsi lungo le linee marittime delle proprie Nave e possono sostare su incroci completamente circondati dal Mare, purché in contatto con una propria Nave.
- Se un Cavaliere si trova su un incrocio raggiunto dall'ultima Nave di una linea marittima, il giocatore non può spostare tale Nave.
- I Cavalieri possono essere impiegati per scacciare la Nave dei Pirati, similmente a quanto accade per il Brigante.